# 黒脛巾組
黒脛巾組（くろはばきぐみ）は、陸奥の戦国大名である伊達政宗が創設したとされる忍者集団である。黒革製の脛巾を標章にしていたことからこう呼ばれる。

## 概要

### 創設
『伊達秘鑑』に拠れば、「政宗公兼て慮りあって。信夫郡鳥屋の城主安部対馬重定に命じて、鼠になれたる者50人をえらみ。扶持を与へ。これを黒脛巾組と号す。柳原戸兵衛・世瀬蔵人と云ふ者を首長とし、安部対馬之を差引」（政宗は鳥谷野城主・安部対馬守安定（重定は伊達秘鑑の誤記とされる）に命じて50名の忍者を選抜し、黒脛巾組と名づけた。柳原戸兵衛・世瀬蔵人を首長とし、その奉行として安部に彼らを預けた）とある。
『老人伝聞記』の記述によると、政宗は力量、打ち物にすぐれたものを選び黒脛巾組を作った。百姓出身であっても足軽程度の下級の侍のような扱いとなった。組織構成は50人と30人を1組とし、それぞれの土地に詳しい古くからの土着氏族の出身で武辺の者をそれぞれの「組頭」とした。阿部対馬（南）（阿部は誤記で安部が正しい）・清水沢杢兵衛（北）・佐々木左近（石巻）・気仙沼左近（本吉の北方及び気仙郡）・横山隼人（本吉の南方）・逸物惣右衛門（佐沼）の6人が黒脛巾組の「組頭」とされたとある。

### 任務
『伊達秘鑑』の記述を読む限り、諜報活動、人取橋の戦いにおける流言飛語などで、伊賀や甲賀の土豪（忍者）のような武力行為は確認できない。なお、文中で、山伏（僧）とあるが、伊賀衆・甲賀衆は、地侍（土豪・武士）であり、僧侶ではない。
「所々方々へ分置き。或は商人・山臥（山伏）・行者等に身をまぎれて。連々入魂の者も出来れば、其便宜を以て密事をも聞出し。其時々これを密通す。依之政宗には疾く此事を聞へけれども外に知る人なし」（政宗は商人や山伏・行者などに変装させた黒脛巾組を諸国に潜入させ、特殊活動を行なわせて政宗に知らせるようにしていた）。
『老人伝聞記』では、任務は案内や探索の他に兵糧・財物・武器などの運搬もしたとある。

### 活躍
天正13年（1585年）11月、人取橋の戦いで政宗は佐竹義重・蘆名盛重・岩城常隆・石川昭光・二階堂盛行・白河義親ら連合軍と戦うこととなるが、このときに黒脛巾組が活躍したという記述が『伊達秘鑑』にある。なお、奥羽永慶軍記などの他の史書では黒脛巾組の活動は記載されていない。

「二本松攻己前より、境目の城々には数の手当あつて、また時に11月10日、安積郡の内郡山にこめ置れたる。大町宮内・太宰金七七方より、早馬を以て注進しけるば。佐竹・会津（蘆名氏）・須賀川（二階堂氏）・岩城・石川・白河の6将軍。約を定め二本松後詰とし。実は大軍を以て当家（伊達家）を亡さんと中山口より進発せらる」（二本松を攻める前から、大町宮内・太宰金七らの報告で、佐竹義重ら6大名の大軍が二本松氏の救援に向かおうとしている報告が入った。だが実は、この大軍は伊達家を滅ぼそうとしているものだったと知らせてきた）。

11月17日、政宗率いる伊達軍は佐竹氏ら6者連合軍と戦うが、やはり兵力の差はどうしようもなく、鬼庭良直ら多くの将兵を失う惨敗を喫し、政宗自身も家臣の片倉景綱を身代わりにして退却する有様だったと伝えられている。このままでは、伊達家は連合軍に滅ぼされる可能性が高かった。ところが11月18日、連合軍は勝利を目の前にして撤退していったのである。このときのことを、『伊達秘鑑』では次のように伝えている。

（連合軍が）早速退散せられしこと、後に聞へけるは。色々軍議出来しけるゆへとぞ聞へし。石川・白河の人々は伊達へ親族なれば内通ありと云唱へ。又会津の者共伊達へ傾き、境目の諸将逆心して伊達の人数を引入ると云出し。又白河・石川の陣中にては、会津・佐竹疑心おこり、此陣へ押よするなどと誰云ともなく私語立て。陣中静かならず」（連合軍が撤退したのは、石川氏・白河氏は伊達氏の親族であるために内通の疑いありという噂が立ち、白河氏や石川氏の軍では疑心を持った佐竹氏の軍勢が自分たちを討伐しようと軍を向けようとしているという噂が立ち、連合軍は混乱した）。

石川昭光は政宗の叔父であった。白河義親も伊達家の縁戚であり、伊達家と敵対しているわけではなかった。しかし、関東・陸奥で大勢力を誇る佐竹氏・蘆名氏らが政宗討伐を呼びかけたため、御家存続のためにやむなく連合軍に加わっていたにすぎない。そのため、連合軍の団結力はかなり乏しかった。そのため、政宗の命令で黒脛巾組が流した流言に疑心を持った連合軍の武将は、自らが襲われることを恐れて撤退していったのである。

「今度の軍一大事なれば、彼（政宗）黒脛巾の忍びをして、信夫鳥屋の城主安部対馬に密々に謀を授られ、柳原戸兵衛・世瀬蔵人等手下をまはし、様々の流言を云触し。反間を行ふゆへ、三軍の疑ひをおこし、暫時の退散を遂しむなり」（政宗は安部対馬のもとに付した黒脛巾組に密命を与え、様々な流言を連合軍に流させて撤退に追い込んだ）。

新井白石の『藩翰譜』でも、天正18年（1590年）の小田原征伐で、政宗が豊臣秀吉の動向を探索するために太宰金七なる忍びを小田原に潜入させていたという記述がある。

## 信憑性
戦国時代や江戸初期の同時代史料では確認できない呼称であり、江戸中期以降の伊達家関係資料に突如登場することから、後世の架空の可能性がある。

## その他
かつて仙台藩領だった福島県相馬郡新地町には黒ハバキ（脛の字の工の下に｢巾｣）姓が数件あるが黒脛巾組との関連性に関しては不明である。
伊達武将隊には黒脛巾組とくノ一がいる。